# Gullwing Cars
Gullwing Cars Inc. war ein US-amerikanischer Hersteller von Automobilen.

## Unternehmensgeschichte
Das Unternehmen wurde am 14. Januar 1982 in Santa Ana in Kalifornien gegründet. Andere Quellen nennen Gardena in Kalifornien. Gründer war der Bayer Anton Ostermeier. 1981, 1982 oder 1984 begann die Produktion von Automobilen. Der Markenname lautete US Gullwing, wenngleich eine Quelle Gull-Wing Car Company angibt. Einige Fahrzeuge wurden nach Japan exportiert. 1989 oder 1993 oder frühestens 1995 endete die Produktion. Nach dem 23. Januar 2003 ist nichts mehr bekannt. Bis 1987 sind 18 Fahrzeuge überliefert. Fahrzeug Nr. 34 stammt von 1989. Zwei Quellen nennen insgesamt etwa 250 Fahrzeuge.
Anton Ostermeier betrieb außerdem West Coast Car Sales Inc. mit Sitz in Gardena. Dieses Unternehmen existierte vom 28. Oktober 1974 bis zum 5. Juli 1996. Eine Quelle meint, es sei zeitweise der Hersteller der Fahrzeuge gewesen. Die genaue Verbindung ist unklar.
Ebenso nennt eine Quelle die Gull-Wing Car Co.  in Gardena als zeitweisen Hersteller der Fahrzeuge.

## Fahrzeuge
Das einzige Modell war die Nachbildung eines Mercedes-Benz 300 SL. Ein Gitterrahmen bildete die Basis. Verschiedene Motoren trieben die Fahrzeuge an. Dazu zählten ein Sechszylindermotor aus der Mercedes-Benz Baureihe 116 mit 2800 cm³ Hubraum sowie Motoren von Chrysler und Corvette. Auffallendes Merkmal des Coupés waren die Flügeltüren.